# Helmut Gwóźdź
Helmut Gwóźdź – polski lekkoatleta, specjalizujący się w biegach długodystansowych.

## Osiągnięcia
- Mistrzostwa Polski seniorów w lekkoatletyce (1 medal)[1]
  - Wilno 1936 – srebrny medal w biegu na 5000 m